# Огрский трикотаж
«О́грский трикота́ж» (латыш. Ogres Trikotāža) — бывшее латвийское предприятие по производству трикотажа, располагавшееся в городе Огре.

## История

### 1965—1991
Строительство Огрского трикотажного комбината было начато в 1965 году. Соответствующее решение принято в 1964 году Всесоюзным советом по народному хозяйству и Комитетом по делам строительства и Комитетом министров архитектуры СССР.
С марта 1965 года по октябрь 1968 года предприятие называлось Огрским трикотажным комбинатом. Решением Совета министров Латвийской ССР от 23 октября 1968 года и приказом министра лёгкой промышленности Латвийской ССР от 5 ноября 1968 года, «Огрский трикотажный комбинат» был переименован в «Огрский трикотажный комбинат имени 50-летия ВЛКСМ».
Строительство предприятия длилось 5 лет. Объём капиталовложений в строительство составил 40 млн рублей. Строительные расходы окупились в течение 3,5 лет. Комбинат был укомплектован прядильным и швейным оборудованием производства Италии, а также вязальными машинами производства Великобритании.
Первым главным инженером был назначен Арон Моисеевич Ходос, работавший до этого на Рижской фабрике «Аврора». А. М. Ходос проработал на Огрском комбинате до выхода на пенсию в 1980-м году.
Сдача в эксплуатацию производственного комплекса происходила постепенно: 28 февраля 1968 года была сдана первая очередь прядильной фабрики, 30 сентября 1969 года — вторая очередь прядильной фабрики, а 30 июля 1970 года в эксплуатацию были приняты все производственные фонды предприятия.
Основными видами деятельности предприятия были производство пряжи из чистой шерсти и полушерсти, производство трикотажных тканей и изделий верхнего трикотажа.
Предприятие развивалось постепенно. В 1965 году оно включало 4 структурных единицы (бухгалтерия, отдел капитального строительства, кадровый отдел, отдел по комплектации оборудования), а в 1971 году в структуру предприятия входило уже 29 единиц.
В этот период комбинат год от года увеличивал показатели деятельности и привлекал всё новых сотрудников. Подготовка молодых рабочих проводилась в профессионально-техническом училище города. Их приём в коллектив происходил во время особой торжественной церемонии — праздника молодого рабочего.
Во время этого праздника давалось особенное обещание:

Вступая в ряды товарищей трудового коллектива Огрского трикотажного комбината, обещаем:

С этого момента заботы коллектива комбината — наши заботы, его честь — наша честь. Тут мы будем работать долгие годы. Предприятие для нас станет вторым домом.

Наши дальнейшие задачи: повышение качества продукции и качества труда, повышение квалификации, активное участие в общественной жизни и в движении за коммунистический труд.

Пусть эти первые обязательства, которые мы берем на себя перед лицом коллектива, в ряды которого мы вступаем, станут залогом наших постоянных связей с работой, залогом верности в строительстве коммунистического общества.

Любить свою профессию, освоить все её секреты, постоянно улучшать своё мастерство и обретать новые знания, осваивать опыт старших работников — обещаем! Обещаем! Обещаем!
На предприятии проводились конкурсы профессий. Их победители награждались Почётными грамотами и вымпелами. Летом на эстраде города Огре проходили праздники предприятия, на которых выступали коллективы самодеятельности предприятия.
С 1972 года предприятие издавало еженедельную газету «Аусма» на латышском и русском языках. В газете печатались статьи о лучших рабочих, рассказывалось о происшествиях и событиях общественной жизни.
Развитие продолжалось и в 1980-е годы — в 1981 году построен и сдан в эксплуатацию филиал комбината в Прейли, где производился пошив трикотажных изделий.
В середине 1980-х предприятия опять переживает смену названия — решением Совета министров Латвийской ССР 16 октября 1985 года оно названо Огрским прядильным и трикотажным объединением. Под таким названием комбинат работал следующие пять лет. 8 августа 1990 года концерн легкой промышленности «Лат Легпром», на заседании президиума одобрил решение рабочего коллектива — назвать предприятие производственным объединением «Огре».
В начале 1990-х проводится частичная реконструкция прядильного производства. Была введена новая технология обработки шерстяных волокон с использованием оборудования «Superwash», которая делала изделия из такой шерсти более мягкими и долговечными. В это же время предприятие было удостоено международного знака «Woolmark».
В целом, в советское время трикотажный комбинат входил в число крупнейших предприятий города

#### Спорт
22 мая 1988 года в программе дней лёгкой промышленности проведён первый в СССР коммерческий марафон по маршруту Рига — Огре. Спонсором соревнований выступил Огрский трикотажный комбинат.

### 1991—2016
10 июня 1991 года государственное производственное предприятие «Огре» зарегистрировали в регистре предприятий Латвийской Республики.
В 1992 году предприятие выпустило 3500 тонн пряжи и 5 млн единиц трикотажных изделий. Пряжа главным образом использовалась для обеспечения деятельности предприятия, а также поставлялась другим предприятиям в Латвию, Литву и Эстонию; трикотажные изделия реализовались как в Латвии, так и за её пределами — в Германии, Швеции, Финляндии.
Изменение социально-экономической формации государства коснулись и трикотажного комбината. Из государственного предприятия комбинат становится частной компанией. С 1997 года предприятие принадлежит холдингу «Балтин Холдинг», а с 2004 года продолжает функционирование в рамках холдинговой компании «Моно».
В 2011 году число работников составляло 390 человек, 63 % своей продукции «Огрский трикотаж» экспортировал в страны Европейского союза.
Коллекции специально для «Огрского трикотажа» разрабатывали дизайнеры Наталья Янсоне, Ирина Кошакова, Анна Ледскалныня, Алисе Траутмане, Мадара Пуце. Одежда производилась из натуральных материалов и их сочетаний. Компания использовала кашемир, ангору, мохер, хлопок, меринос, шерсть ягнят, шёлк, лён.
Ликвидировано 1 апреля 2016 года.